# Oko Yrrhedesa
Oko Yrrhedesa – polska gra fabularna autorstwa Andrzeja Sapkowskiego, wydana w 1995 roku nakładem Wydawnictwa Mag. Przeznaczona dla osób rozpoczynających swoją przygodę z grami RPG, jest jedną z pierwszych wydanych drukiem polskich gier fabularnych.  

## Uniwersum i mechanika
Oko Yrrhedesa nie zawiera gotowego do wykorzystania opisu uniwersum ani bestiariusza, a jedynie proste zasady, umożliwiające grę w dowolnym wymyślonym przez graczy uniwersum fantasy.
Mechanika gry oparta jest na angielskiej serii gier paragrafowych Fighting Fantasy autorstwa Steve’a Jacksona i Iana Livingstona. Oryginalne zasady zostały rozbudowane o nowe parametry opisu postaci gracza oraz reguły rozstrzygania walk i korzystania z magii. 
Do określania wyników działań postaci gracza w świecie gry wykorzystuje się zestaw czterech cech: Siła, Zręczność, Inteligencja i Wprawa w Walce. Przyjmują one określane losowo wartości z przedziału 7-12 i są testowane poprzez próbę wyrzucenia na dwóch kościach sześciennych sumy oczek mniejszej lub równej wartości cechy związanej z rodzajem aktywności podejmowanej przez postać. Żywotność postaci opisuje cecha Kondycja, przyjmująca wartości z przedziału 14-24. Wartość tej cechy może się zmieniać pod wpływem wydarzeń w grze, takich jak walka, odpoczynek lub leczenie, zaś jej spadek do 0 oznacza śmierć bohatera. Postaci posługujące się magią opisywane są dodatkowo cechą Zdolność Magiczna. Przypisana jej pula punktów jest wydawana podczas rzucania zaklęć i odzyskiwana wskutek odpoczynku lub medytacji. Rzucanie zaklęć obarczone jest zwykle dużym ryzykiem fiaska, prowadzącego do niekorzystnych dla czarodzieja konsekwencji. 
Pierwotnie gra nie posiadała mechaniki rozwoju postaci gracza, została ona jednak dodana w suplemencie autorstwa Jacka Brzezińskiego i Andrzeja Miszkurki w formie zasad gromadzenia tzw. punktów doświadczenia, pozwalających na zwiększanie wartości cech.     

## Historia publikacji
Pierwsza wersja gry ukazała się na łamach magazynu „Fenix” w numerze 3. z 1990 roku. W 29-stronicowym artykule pt. „Role Playing Games - gry fantasy dla każdego” omówiona została idea gier fabularnych oraz podstawy mechaniki, zaprezentowane w formie obszernego zapisu przykładowej rozgrywki. Zapowiedziane na końcu artykułu rozwinięcie zasad i scenariusz, mające się ukazać w ramach „Biblioteczki Fenixa”, nie zostało wydane. Gra ukazała się ponownie na łamach 2 (7). numeru magazynu Magia i Miecz z 1994 roku. Opublikowany na łamach „Fenixa” wstęp został uzupełniony o Podręcznik Mistrza Gry (zawierający szczegółowe omówienie mechaniki gry i jej wykorzystania w trakcie gry), rozdział Magia (opisujący zasady rzucania czarów oraz listę przykładowych zaklęć) oraz scenariusz dla 3-5 graczy pt. Oko Yrrhedesa. W czerwcu 1995 roku nakładem Wydawnictwa MAG ukazało się rozszerzone wydanie gry w formie 319-stronicowego podręcznika formatu A5. Wydanie zawiera trzy opublikowane wcześniej rozdziały wzbogacone o suplement autorstwa Jacka Brzezińskiego i Andrzeja Miszkurki oraz dwa gotowe do rozegrania scenariusze (w tym oryginalny scenariusz tytułowy). Gra została zilustrowana przez Jarosława Musiała. Do gry ukazał się po wydaniu podręcznika podstawowego jeden scenariusz Uprowadzenie Agaty, autorstwa Rafała Gałeckiego i Kuby Żurka, opublikowany na łamach „Magii i Miecza” w numerze 7-8 z 1995 r.. Wydanie II ukazało się w 1999 r.
Wydanie w języku czeskim, zatytułowane Yrrhedesovo oko, ukazało się w 1995 r. nakładem wydawnictwa R.S.G. z Ostrawy, w liczbie 5000 egzemplarzy. Liczący 252 strony podręcznik zawierał oryginalne zasady napisane przez Andrzeja Sapkowskiego, nie zawierał jednak suplementu Jacka Brzezińskiego i Andrzeja Miszkurki. 